# Emanuel Leutze
Emanuel Gottlieb Leutze (Schwäbisch Gmünd, 24. svibnja 1816. – Washington, 18. kolovoza 1868.), američki je slikar njemačkoga podrijetla. Autor mnogih povijesnih slika (George Washington prelazi rijeku Delaware) i portreta. Freskama je oslikao dvorane u Kapitolu u Washingtonu.

## Život i djelo
Leutze je 1825. godine kao dječak došao u Sjedinjene Američke Države. Slikarstvo je studirao u Philadelphiji. U dobi od 25 godina privremeno se vratio u Njemačku na studij kod Carla Friedricha Lessinga na Umjetničkoj akademiji u Düsseldorfu. Leutze tada studira i povijest umjetnosti u Düsseldorfskoj školi. Njegova najpoznatija slika Washington prelazi rijeku Delaware (1851.) datira iz tog vremena i sadrži impresije o krajoliku rijeke Rajne kod Kaiserwertha. Druga inačica ove slike u posjedu je Metropolitan muzeja u New York-u, dok je prva izgorjela tijekom Drugog svjetskog rata u Kunsthalle-u u Bremenu.
Leutze je bio dugogodišnji predsjednik Udruge Düsseldorfskih umjetnika koja je 1848. dovela je do osnivanja društva likovnih umjetnika Malkasten („kutija sa slikarskim bojama”), a 1856. godine stvaranja Deutschen Kunstgenossenschaft-a („njemačke umjetičke zadruge“). Godine 1842. odselio se u München, a kasnije u Veneciju i Rim.
Godine 1845. vratio se u Dusseldorf gdje je u listopadu oženio Juliane Lottner. Njezin portret naslikao je 1846. i 1847. (Jantarna ogrlica, Supruga s kćeri Idom). U to vrijeme slike motive iz američke povijesti, kao što je Kolumbo pred vijećem u Salamanci, Kristofor Kolumbo na vratima samostana La Nahida, Sir Walter Raleigh i kraljica Elizabetha u šetnji (1845.), Torquemadu postavlja kralj Ferdinand, Veleposlanstvo Židova (1846.), Puritanac, njegova kći pred slikom Začuđujuće Gospe (1847.) i Washington okuplja trupe na Monmouthu (1852. – 54.).
Godine 1859. preselio se natrag u SAD gdje je bio zadužen za dekoriranje povijesnim freskama dvorane Kongresa i Senata u washingtonskom Kapitolu. Tu je 1861. godine naslikao i monumentalnu fresku Imperij kreće prema zapadu (Westward the Course of Empire Takes Its Way).
- Imperij kreće prema zapadu
- Imperij kreće prema zapadu (skica)
- Washington okuplja trupe za bitku kod Monmoutha
- Portret slikara Williama Morrisa Hunta oko 1845.
- Portret slikara Worthingtona Whittredgea oko 1865.

## Vanjske poveznice
Mrežna mjesta
- Emanuel Gottlieb Leutze, www.artcyclopedia.com (engl.)
- Leutze na MuseumSyndicate  Arhivirana inačica izvorne stranice od 15. ožujka 2013. (Wayback Machine) (engl.)
- Emanuel Leutze, wwar.com (engl.)